# Spineux
Spineux est un hameau de la commune belge de Trois-Ponts située en Région wallonne dans la province de Liège.
Avant la fusion des communes de 1977, Spineux faisait partie de la commune de Wanne.

## Situation
Ce hameau ardennais se trouve sur le versant oriental de la vallée de la Salm gravi par la côte de Spineux qui conduit de la vallée de la Salm au village de Wanne. Il se situe aussi à 7 kilomètres de Trois-Ponts et à 8,5 kilomètres de Vielsalm.

## Description
Entouré de prairies mais proche d'espaces boisés, Spineux est principalement constitué de maisons et fermettes bâties le plus souvent en moellons de grès. L'habitat autrefois voué à l'agriculture est aujourd'hui devenu essentiellement résidentiel.
À un carrefour, on remarque une fontaine à deux bacs jouxtant un monument commémorant la bataille des Ardennes.